# 汉尼斯·瓦德
汉尼斯·瓦德（德語：Hannes Wader；1942年6月23日—），原名汉斯·埃卡德·瓦德（Hans Eckard Wader），是一位德国創作歌手。从1970年代开始，他一直是德国左翼圈子中的重要人物，他的歌曲中包含了大量关于社会主义者和共产主义者在欧洲和拉丁美洲反抗压迫的内容。他既创作新歌，也翻唱历史歌曲。

## 生活与作品

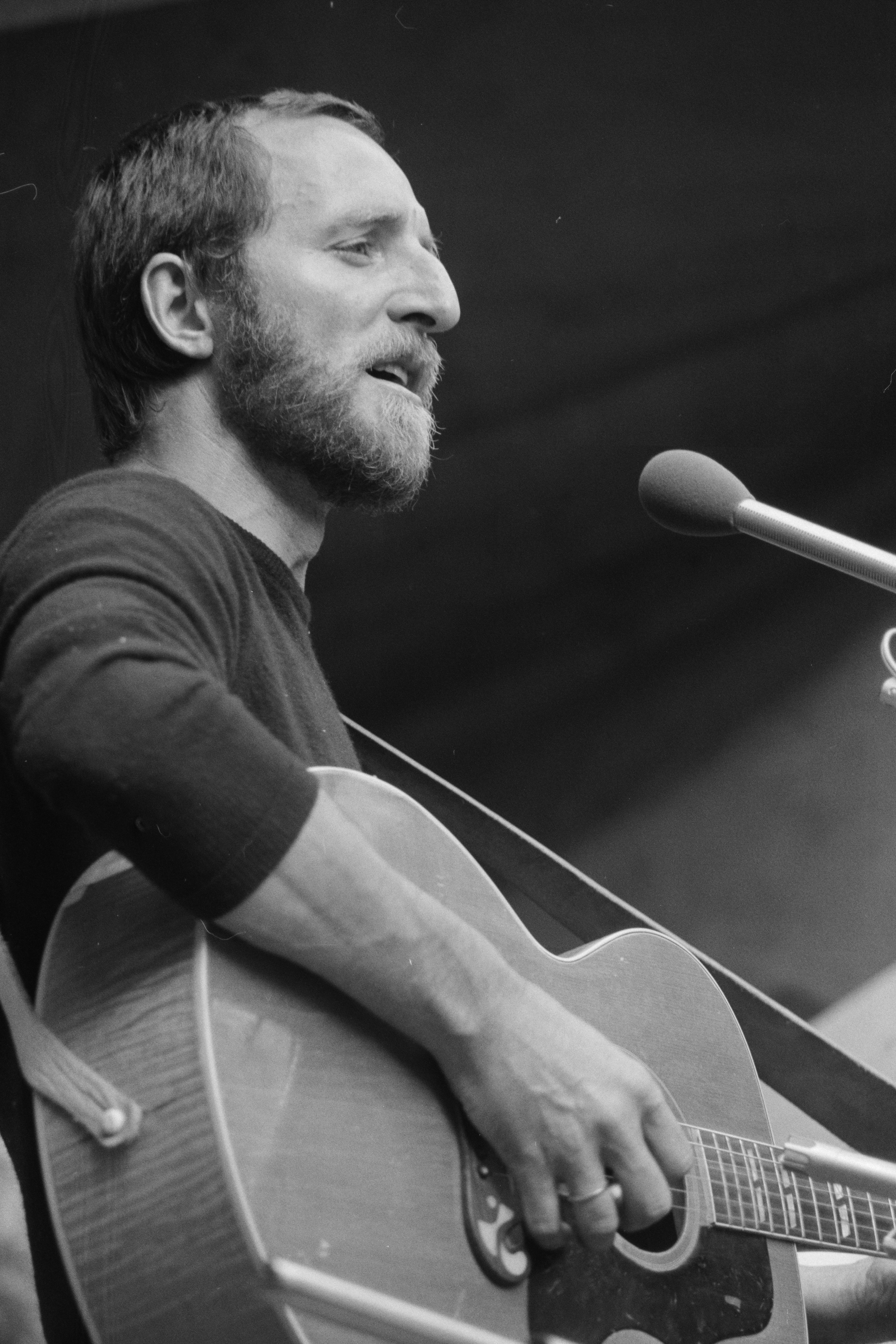
1975年的汉尼斯·瓦德

汉尼斯·瓦德生于德国的威斯特法伦省的比勒费尔德附近的Bethel。他的作品大部分都以德国民谣为基础创作而成。除了自己原创的抒情诗歌词之外，他还演唱一些著名诗人（比如约瑟夫·冯·艾兴多夫）的作品。他曾经经常演唱工人阶级歌曲以及社会主义圣歌，但现在已经很少再演唱这些歌曲了。後來瓦德还发行了一封全部由弗朗茨·舒伯特的乐曲组成的专辑。在另一封专辑Liebe，Schnaps & Tod中，他还演唱过由卡爾·邁克爾·貝爾曼的作品翻译而来的歌曲。
在1970年代，汉尼斯·瓦德凭借自己的那些争议性歌曲成为了左翼政治运动中的一颗明星。他在1977-1991年间是德国的共产党的党员。汉尼斯·瓦德甚至还曾经被怀疑与恐怖主义有牵扯，原因是在他的歌曲Der Tankerkonig中包含有绑架一名大亨的内容。
1973年，他搬到了石勒苏益格-荷尔斯泰因的北弗里斯兰县的施特鲁库姆，在那里他发行了一些后续专辑。1998年，他和家人搬到了石勒苏益格-荷尔施泰因州的施泰因堡县。後來瓦德住在卡塞尔。
直到2017年之前，瓦德都一直在发行新专辑并在露天演唱会上献唱。到目前为止他的最后一次演唱会是在2017年11月30日，地点是柏林。

## 奖项
| 年份 | 奖项                   | 类别     |
| ---- | ---------------------- | -------- |
| 1974 | 德国小艺术             | 香頌     |
| 1975 | 德国Schallplattenpreis |          |
| 2012 | RUTH（德国世界音乐奖） | 终身成就 |
| 2013 | 回声                   | 终身成就 |

## 代表作
- 国际歌（Die Internationale）
- 沼泽士兵（Die Moorsoldaten）
- 和平的梦想（Traum vom Frieden），瓦德根据美国民谣歌手Ed McCurdy的歌曲“Last Night I Had the Strangest Dream”翻译而成。
- 是时候了（Es ist an der Zeit），瓦德根据澳大利亚民谣歌手Eric Bogle的歌曲“No Man‘s Land”翻译而成。
- 日复一日（Heute hier，Morgen dort），英文：Day to Day。由Gary Bolstad作曲，曲目名为“Indian Summer”，Wader填词。
- 可卡因（Kokain），瓦德根据Gary Davis（Reverend Gary Davis）的歌曲“Cocaine Blues”翻译而成。
- 花儿都到哪里去了（Sag mir，wo die Blumen sind），翻译自美国反战歌曲“Where Have All the Flowers Gone？”。